# Чемпионат мира по волейболу среди женщин 2014 — квалификация
Отборочный турнир 17-го чемпионата мира по волейболу среди женщин проходил с 18 мая 2012 года по 21 июля 2014 года. По состоянию на май 2012 к участию подали заявки 140 национальных федераций. В дальнейшем после отказов и дозаявок количество участвующих команд составило 132 национальные сборные. Отборочный турнир проводится в рамках пяти континентальных конфедераций. От квалификации освобождена команда Италии (страна-организатор).

## Квалифицировавшиеся команды
в скобках — дата квалификации
 Италия (29.11.2009) — команда страны-организатора
Европа (9 мест)
| - Россия (13.09.2013) - Германия (13.09.2013) - Турция (5.01.2014) - Азербайджан (5.01.2014) - Бельгия (5.01.2014) | - Хорватия (5.01.2014) - Болгария (5.01.2014) - Сербия (5.01.2014) - Нидерланды (5.01.2014) |

Азия (4 места)
| - Япония (7.09.2013) - Таиланд (7.09.2013) | - Китай (30.09.2013) - Казахстан (1.10.2013) |

Северная, Центральная Америка и Карибский бассейн (6 мест)
| - Куба (17.05.2014) - Доминиканская Республика (18.05.2014) - США (18.05.2014) | - Канада (19.05.2014) - Пуэрто-Рико (25.05.2014) - Мексика (20.07.2014) |

Южная Америка (2 места)
| - Бразилия (21.09.2013) | - Аргентина (19.10.2013) |

Африка (2 места)
| - Тунис (22.02.2014) | - Камерун (1.03.2014) |

## Квалификация

### Европа (CEV)
Команды-участницы (41)
| - Австрия - Азербайджан - Албания - Беларусь - Бельгия - Болгария - Босния и Герцеговина - Венгрия - Германия - Греция - Дания - Израиль - Исландия - Испания | - Кипр - Латвия - Литва - Лихтенштейн - Люксембург - Македония - Мальта - Молдова - Нидерланды - Польша - Португалия - Россия - Румыния - Сан-Марино | - Северная Ирландия - Сербия - Словакия - Турция - Украина - Финляндия - Франция - Хорватия - Черногория - Чехия - Швейцария - Шотландия - Эстония |

### Азия (AVC)
Команды-участницы (15)
| - Австралия - Вьетнам - Гонконг - Индия - Индонезия | - Казахстан - Китай - Мьянма - Новая Зеландия - Таиланд | - Тайвань - Узбекистан - Филиппины - Южная Корея - Япония |

От участия отказались первоначально заявленные  КНДР и  Шри-Ланка.

### Северная, Центральная Америка и Карибский бассейн (NORCECA)
Команды-участницы (38)
| - Американские Виргинские острова - Ангилья - Антигуа и Барбуда - Аруба - Багамские Острова - Барбадос - Белиз - Бермудские острова - Бонайре - Британские Виргинские острова - Республика Гаити - Гваделупа - Гватемала | - Гондурас - Гренада - Доминика - Доминиканская Республика - Каймановы острова - Канада - Коста-Рика - Куба - Кюрасао - Мартиника - Мексика - Никарагуа - Панама | - Пуэрто-Рико - Сальвадор - Сен-Мартен - Сент-Винсент и Гренадины - Сент-Китс и Невис - Сент-Люсия - Синт-Мартен - Синт-Эстатиус - Суринам - США - Тринидад и Тобаго - Ямайка |

От участия отказались первоначально заявленные  Монтсеррат и  Теркс и Кайкос.

### Южная Америка (CSV)
Команды-участницы (6)
| - Аргентина - Бразилия - Венесуэла | - Колумбия - Перу - Чили |

От участия отказался первоначально заявленный  Уругвай.

### Африка (CAVB)
Команды-участницы (32)
| - Алжир - Ботсвана - Буркина-Фасо - Бурунди - Габон - Гамбия - Гана - Гвинея - Египет - Замбия - Зимбабве | - Кабо-Верде - Камерун - Кения - Республика Конго - ДР Конго - Кот-д’Ивуар - Лесото - Маврикий - Малави - Мозамбик - Намибия | - Нигер - Нигерия - Свазиленд - Сейшельские Острова - Сенегал - Сьерра-Леоне - Танзания - Того - Тунис - Уганда |

От участия отказались первоначально заявленные  Бенин,  Коморские Острова,  Либерия,  Мадагаскар,  Марокко,  Руанда,  Судан,  Чад,  Эфиопия и  ЮАР.